# Antonella Interlenghi
Antonella Interlenghi, conosciuta anche come Antonellina (Roma, 6 agosto 1961), è un'attrice italiana.

## Biografia
Secondogenita degli attori Franco Interlenghi e Antonella Lualdi, ha esordito al cinema nel 1977 all'età di 16 anni. Ha ottenuto in seguito successo negli anni ottanta con i film Vacanze di Natale e Vacanze in America, entrambi diretti da Carlo Vanzina. Ha partecipato da protagonista allo spot pubblicitario della Invernizzi Mozzarì nel 1982 e successivamente allo spot del Gorgonzola Gim. Ha lavorato come attrice in alcune fiction televisive di produzione italiana: Nando dell'Andromeda, Valeria medico legale, Ho sposato un calciatore e Un posto al sole.
Nel 2018 partecipa con un cameo alla canzone Voyages extraordinaires di Alessandro Orlando Graziano ed in questa occasione per la prima volta collabora con sua madre, l’attrice Antonella Lualdi, e sua figlia, la cantautrice Beatrice Sanjust. È madre anche dell'ex annunciatrice televisiva Virginia Sanjust di Teulada.

## Vita privata
Sposata con Giovanni Sanjust di Teulada (1953), all'età di 15 anni, la coppia ebbe le due sopraccitate figlie per poi divorziare dopo due anni di matrimonio. Sanjust di Teulada è morto all'età di 61 anni, nell'ottobre del 2014 nell'azienda agricola di famiglia a Capalbio, a causa di un incidente con il trattore, mentre lavorava nei campi.

## Filmografia

### Cinema

Antonella Interlenghi nel 1985 in Matrimonio con vizietto (Il vizietto III)

- Yeti - Il gigante del 20º secolo, regia di Gianfranco Parolini (1977)
- I guerrieri del terrore (Traficantes de pánico), regia di René Cardona Jr. (1980)
- Paura nella città dei morti viventi, regia di Lucio Fulci (1980)
- Brantôme 81: Vie de dames galantes, regia di José Bénazéraf (1981)
- Un centesimo di secondo, regia di Duccio Tessari (1981)
- Vacanze di Natale, regia di Carlo Vanzina (1983)
- Vacanze in America, regia di Carlo Vanzina (1984)
- Matrimonio con vizietto (Il vizietto III) (La cage aux folles 3), regia di Georges Lautner (1985)
- Sottozero, regia di Gian Luigi Polidoro (1987)
- La madre (Mat), regia di Gleb Panfilov (1989)

### Televisione
- Orient-Express – miniserie TV, 1 episodio (1980)
- La ragazza dell'addio – miniserie TV, 3 episodi  (1984)
- Un posto al sole – serial TV (1996)
- Squadra mobile scomparsi – serie TV (1998)
- Incantesimo – serial TV (1998-2008)
- Nando dell'Andromeda – film TV (2000)
- Valeria medico legale – serie TV (2000-2002)
- Ho sposato un calciatore – miniserie TV (2005)

## Teatro
- Temporale di August Strindberg, regia di Giorgio Strehler (1979)

## Riconoscimenti
- Taormina Film Fest
  - 1978 – Arancia d'oro alla miglior attrice